# Мінонг (містечко, Вісконсин)
Мінонг (англ. Minong) — місто (англ. town) в США, в окрузі Вошберн штату Вісконсин. Населення — 984 особи (2020).

## Демографія
Згідно з переписом 2010 року, у місті мешкало 917 осіб у 409 домогосподарствах у складі 283 родин. Було 1538 помешкань
Расовий склад населення:
| - 97,1 % — білих - 0,7 % — корінних американців - 0,1 % — чорних або афроамериканців - 0,1 % — азіатів |

До двох чи більше рас належало 1,9 %. Частка іспаномовних становила 3,1 % від усіх жителів.
За віковим діапазоном населення розподілялося таким чином: 18,1 % — особи молодші 18 років, 55,5 % — особи у віці 18—64 років, 26,4 % — особи у віці 65 років та старші. Медіана віку мешканця становила 52,0 року. На 100 осіб жіночої статі у місті припадало 106,5 чоловіків;  на 100 жінок у віці від 18 років та старших — 106,9 чоловіків також старших 18 років.
Середній дохід на одне домашнє господарство  становив 54 911 долар США (медіана — 50 208), а середній дохід на одну сім'ю — 62 984 долари (медіана — 59 853). Медіана доходів становила 48 750 доларів для чоловіків та 35 313 долари для жінок. За межею бідності перебувало 11,0 % осіб, у тому числі 14,0 % дітей у віці до 18 років та 13,3 % осіб у віці 65 років та старших.
Цивільне працевлаштоване населення становило 302 особи. Основні галузі зайнятості: виробництво — 26,2 %, роздрібна торгівля — 15,6 %, освіта, охорона здоров'я та соціальна допомога — 14,2 %.